# Tú lệ giang sơn trường ca hành
Tú Lệ Giang Sơn Trường Ca Hành là một phim truyền hình được sản xuất năm 2016 bởi Lâm Tâm Như, với sự tham gia của Lâm Tâm Như và Viên Hoằng. Lấy bối cảnh Trung Quốc thế kỉ I, bộ phim dựa trên tiểu thuyết Tú Lệ Giang Sơn (2007-2009) của Lý Hâm và tập trung vào mối tình giữa Lưu Tú (Hán Quang Vũ Đế), từ nông dân lập nên nhà Đông Hán, và Âm Lệ Hoa (Quang Liệt Âm Hoàng Hậu). Mặc dù bản gốc tiểu thuyết là xuyên không, nhưng bộ phim truyền hình không có phần này.
Phim bắt đầu quay vào tháng 10 năm 2013 với ngân sách hơn 24 triệu USD. Phim được chiếu trên đài Giang Tô từ 21 tháng 7, năm 2016.

## Nội dung
Những năm Tân triều, tại học viện Thái Học Trường An, Lưu Tú kết bạn với Đặng Vũ, Lưu Huyền, Phùng Dị...đều là những thiếu niên tuấn tú tài năng, học cùng với Âm Lệ Hoa.
Vài năm sau, Vương Mãn cai trị tàn bạo, thiên hạ đại loạn. Lưu Tú theo huynh trưởng Lưu Diễn đứng lên khởi nghĩa. Âm Lệ Hoa nữ cải nam trang, dùng tên Âm Kích cùng theo hỗ trợ. Từ khởi nghĩa Giã Lăng đến đại chiến Côn Dương, Lưu Tú cùng nghĩa quân kề vai tác chiến, đẫm máu sa trường. Nhưng không ngờ sau đó Lưu Huyền xưng đế, kiêng kị huynh đệ Lưu gia nên đã ra tay hạ sát Lưu Diễn.
Lưu Tú nén đau thương, lấy Âm Lệ Hoa làm vợ, ẩn tài làm cho Lưu Huyền buông lỏng cảnh giác, để Lưu Tú đến Hà Bắc dẹp phiến loạn. Lưu Tú âm thầm xây dựng lực lượng, trải qua muôn vàn khó khăn, dưới sự giúp đỡ của Âm Lệ Hoa, Đặng Vũ, Phùng Dị, Cảnh Yểm...tất cả cùng hoạn nạn có nhau. Trong tình thế khó khăn, thực định vương Hà Bắc Lưu Dương lại có tiềm lực quân sự, muốn liên minh với Lưu Tú. Vì lấy đại cục làm trọng, Lưu Tú nén đau thương chia lìa hiền thê - Âm Lệ Hoa, để thành thân với Quách Thánh Thông - cháu gái của Lưu Dương.
Về sau, Lưu Tú liên thủ với Đặng Vũ, Phùng Dị, trải qua hơn 10 năm không ngừng cố gắng, chấm dứt chiến loạn, bình định Hà Bắc, lật đổ Lưu Huyền, định đô tại Lạc Dương, lập ra nhà Đông Hán...

## Diễn viên và nhân vật

### Diễn viên chính
- Lâm Tâm Như trong vai Âm Lệ Hoa
- Viên Hoằng trong vai Lưu Tú
- Lý Giai Hàng  trong vai Phùng Dị, một trong Vân Đài nhị thập bát tướng
- Vương Viện Khả trong vai Quách San Đồng, vợ thứ hai của Lưu Tú (trong sử tên thật là Quách Thánh Thông)
- Quan Trí Bân trong vai Đặng Vũ, bạn thanh mai trúc mã của Âm Lệ Hoa, một trong Vân Đài nhị thập bát tướng
- Tống Phong Nham trong vai Lưu Diễn, anh trai của Lưu Tú
- Vu Ba trong vai Lưu Huyền

### Các diễn viên khác
- Vương Vũ trong vai Âm Thức, anh trai cùng cha khác mẹ của Lệ Hoa
- Hồng Tiểu Linh trong vai Đặng Thiền, biểu tỷ của Âm Lệ Hoa
- Mao Tử Tuấn trong vai Âm Hưng, em trai của Âm Lệ Hoa
- Tần Tuấn Kiệt trong vai Đặng Phụng
- Bạch Huỷ Tử trong vai Lưu Bá Cơ
- Nhiệt Y Trát trong vai Đinh Nhu
- Chu Bân trong vai Uất Trì Tuấn
- Vương Tử Duệ trong vai Vương Bá
- Tôn Kiêu Kiêu trong vai Triệu Cơ
- Vương Lâm trong vai Quách Chủ
- Đới Quân Trúc trong vai Hổ Phách, tỳ nữ trung thành của Âm Lệ Hoa.
- Ngô Cẩn Ngôn trong vai Hứa Yên Chi
- Lý Trác Lâm trong vai Lý Thông
- Vương Kim Đạc trong vai Mã Võ
- Kim Hạo trong vai Cảnh Yểm
- Thái Thành trong vai Ngô Hán
- Vương Tử Duệ trong vai Vương Phách
- Thích Vi trong vai Đặng phu nhân, mẹ Âm Lệ Hoa
- Mã Thiên Vũ
- Tôn Hồng Lôi
- Trịnh Nghiệp Thành trong vai Đặng Vũ lúc trẻ

## Nhạc phim
- Tú lệ giang sơn
- Cuộc đời
- Cội nguồn
- Dùng một đời để viết (一生听写)